# جيم جونسون (لاعب كرة قاعدة أمريكي)
جيم جونسون (بالإنجليزية: Jim Johnson)‏ هو لاعب كرة قاعدة أمريكي، ولد في 3 نوفمبر 1945 في مسكيغون في الولايات المتحدة، وتوفي في 6 ديسمبر 1987 في نورث مسكيغون في الولايات المتحدة بسبب سرطان.

## وصلات خارجية
- جيم جونسون على موقعبيزبول رفرنس.كوم (الدوري الرئيسي) (الإنجليزية)